# Плотоядные жуки
Плотоядные жуки (лат. Adephaga) — подотряд жесткокрылых. Тазики их задних ног длинные, прикрывающие почти весь первый брюшной сегмент. Наружная лопасть нижней челюсти расчленённая, выглядит как щупик, так что у этих жуков как бы три пары щупиков. Большинство представителей — хищники, хотя есть и растительноядные формы.

## Классификация
В подотряде выделяют следующие надсемейства и семейства:
- Gyrinoidea
  - Gyrinidae — вертячки
- Haliploidea
  - Haliplidae — плавунчики
- Dytiscoidea
  - Noteridae — нырялки
  - Dytiscidae — плавунцы
- Caraboidea
  - Amphizoidae — амфизоиды
  - Carabidae — жужелицы[1]
  - Hygrobiidae — водожуки
  - Rhysodidae — ризодиды

## Иллюстрации

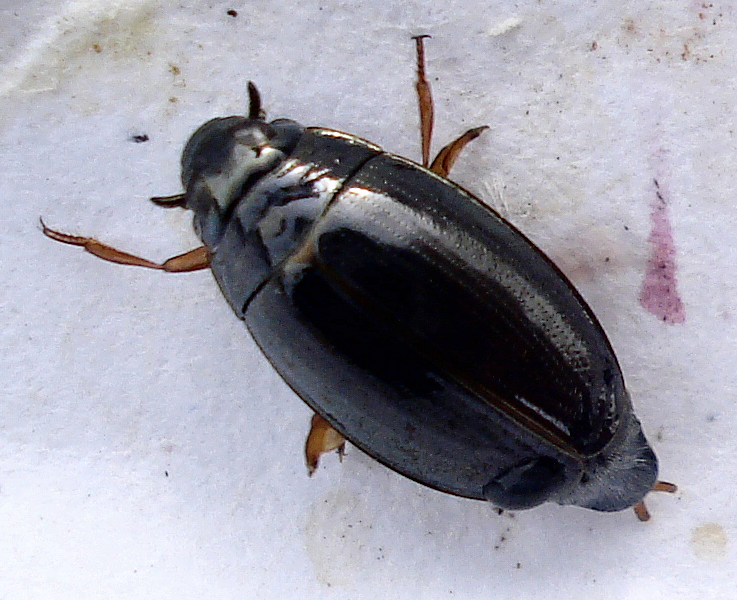
Вертячка Gyrinus natator
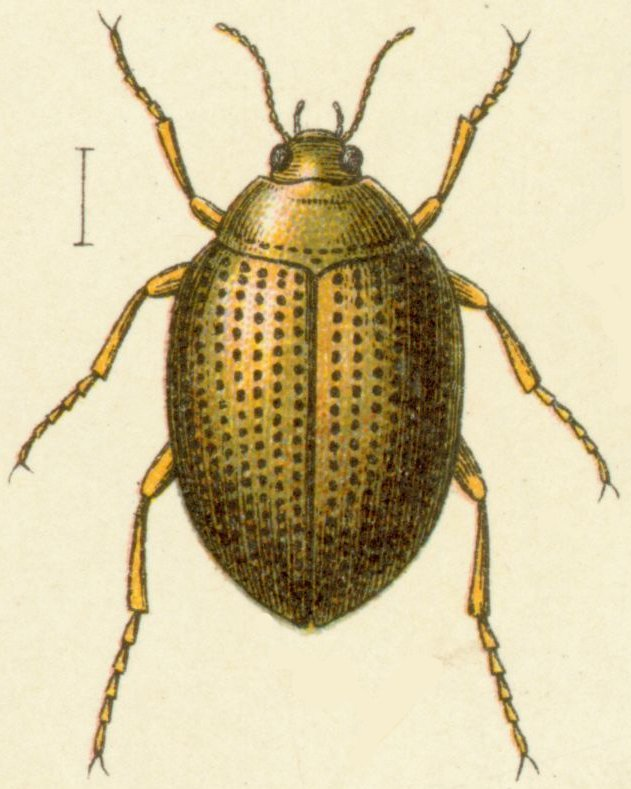
Плавунчик Peltodytes rotundatus
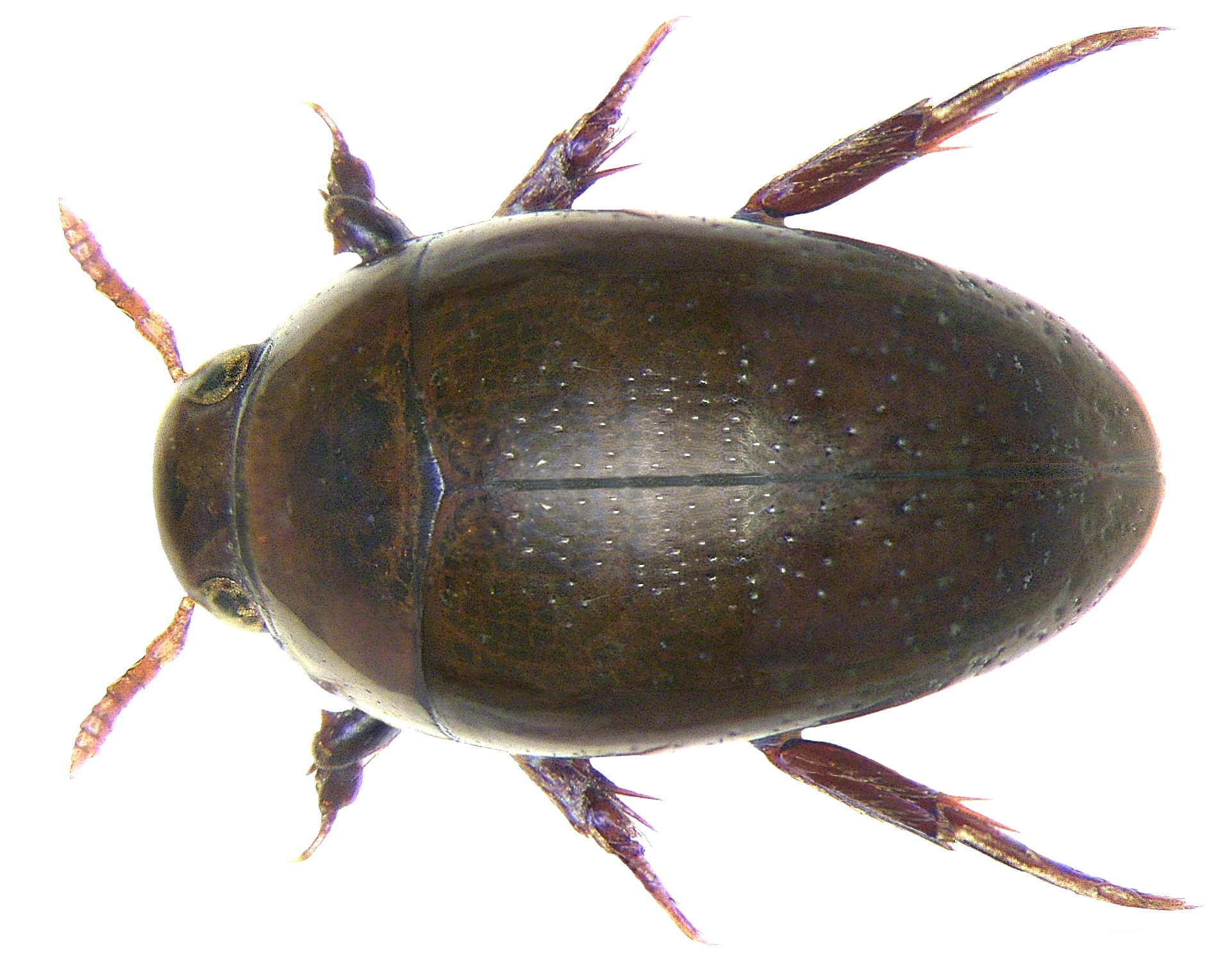
Нырялка Noterus clavicornis
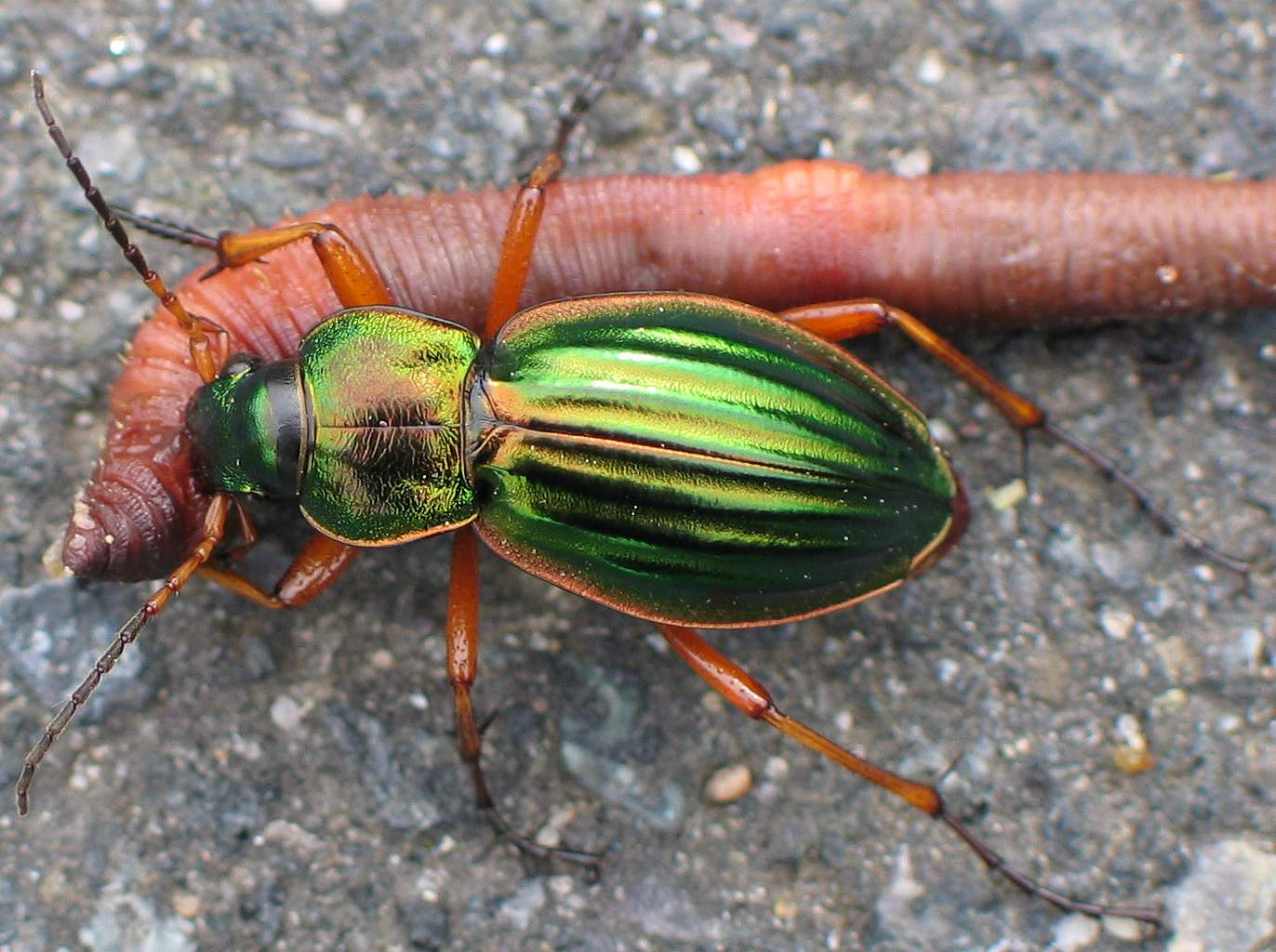
Жужелица золотистая с добычей
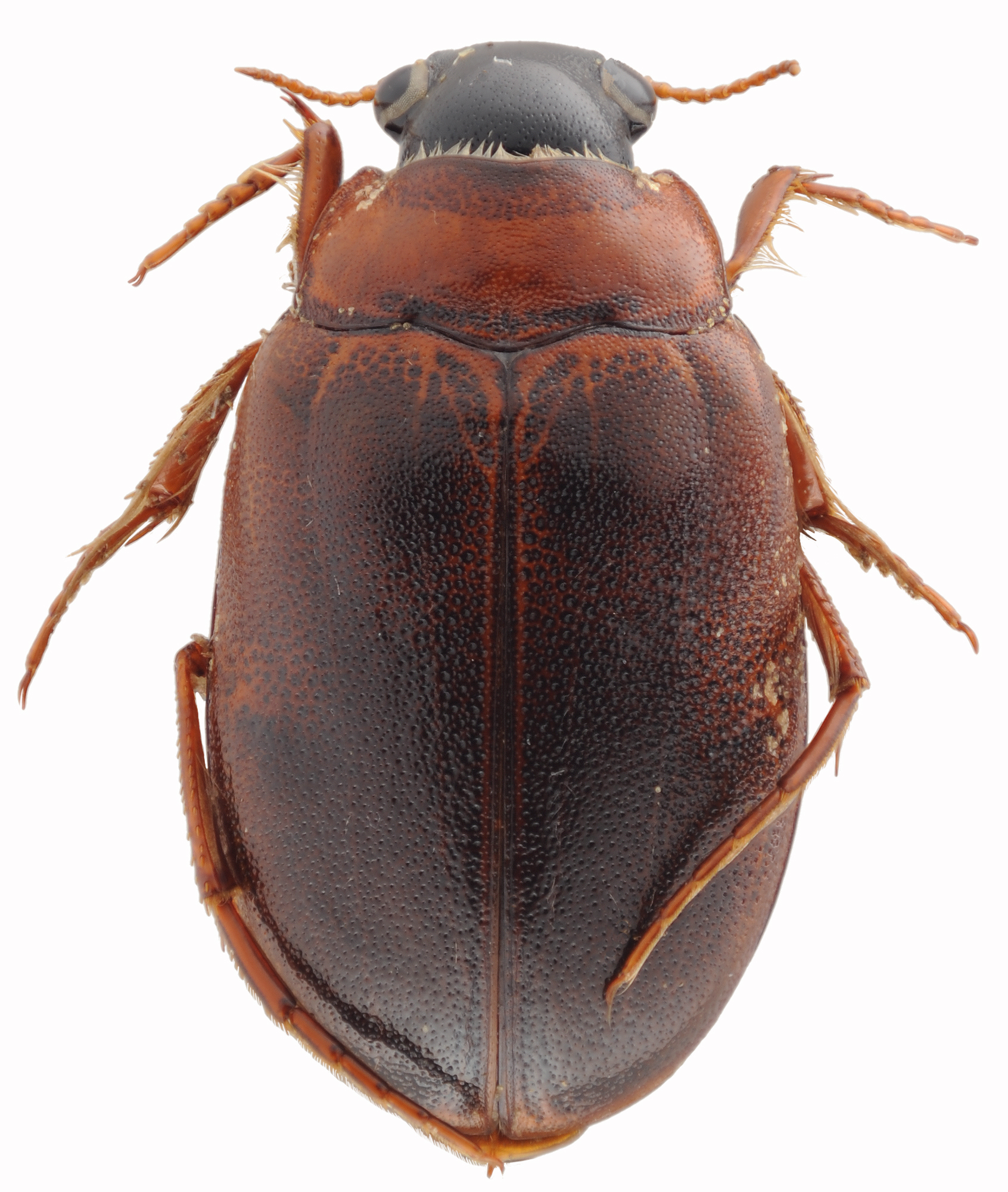
Водожук Hygrobia australasiae
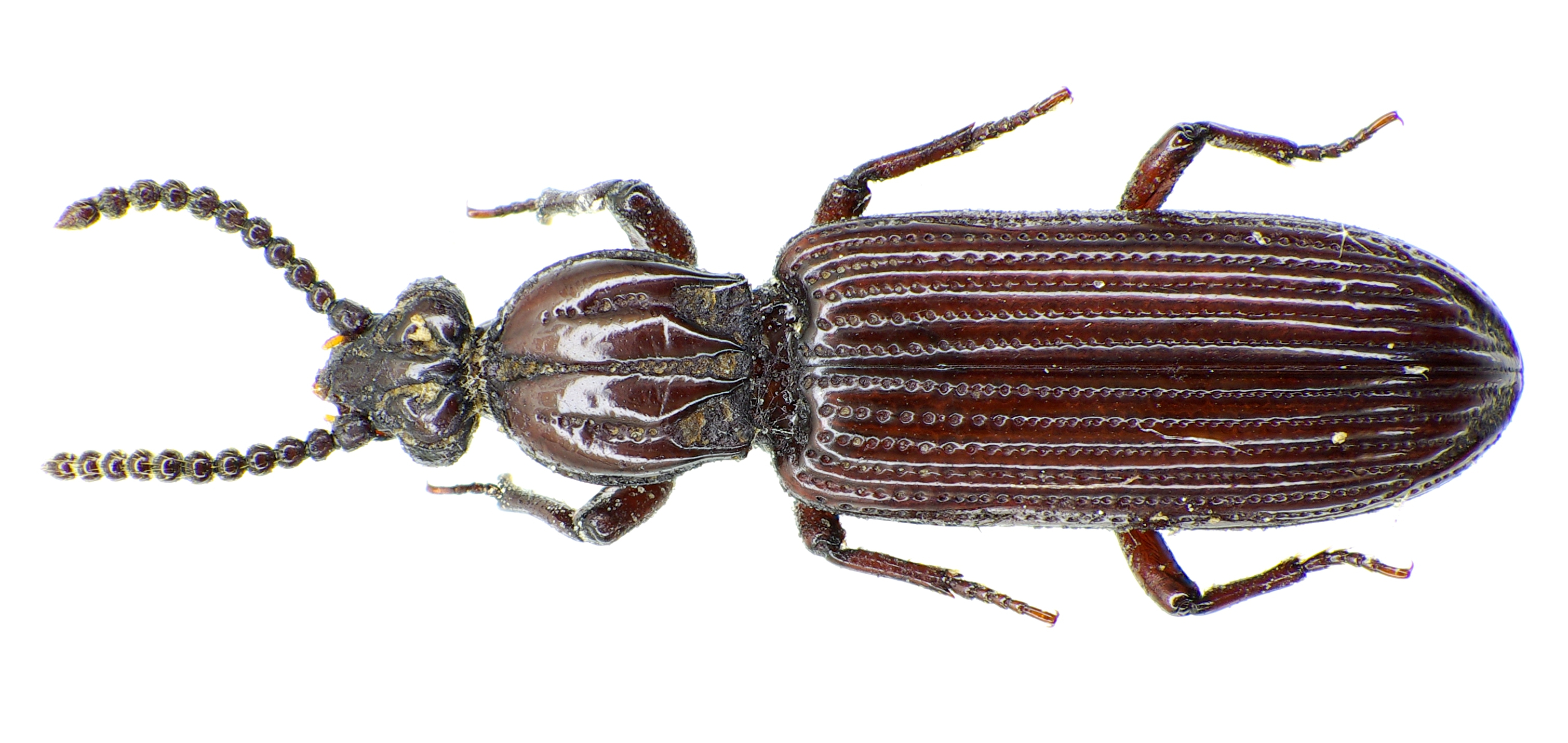
Ризодида Rhysodes sulcatus